# Caen Basket Calvados
Maillots
Actualités
Le Caen Basket Calvados est un club français de basket-ball évoluant en Elite 2 (2ème division du championnat de France), basé à Caen (Calvados).

## Histoire

### Origines et heure de gloires
Le Caen Basket Club (CBC) est fondé en 1959, il s'agit de l'ancienne section basket-ball du Stade Malherbe Caennais. Cette section est dissoute en septembre 1959 et plus de 80 % de la section rejoint le nouveau club, ce qui lui permet club de conserver les avantages sportifs et administratifs.
Les rencontres à domicile se jouent au palais des Sports de Caen (3 000 places). Les débuts du club sont prometteurs, malgré des performances en dents de scie : le club termine troisième lors du championnat de Nationale 1 en 1960, avant que deux rétrogradations en 1964 et 1969 soient suivies de deux remontées en 1965 et 1970 obtenant par-là même le titre de champion de France deuxième division (futur Pro B).
Dans les années 1970, le Caen BC connaît ses heures de gloire avec une première participation à la coupe d'Europe en 1971. Le CBC se stabilise progressivement au plus haut niveau du basket français. De 1976 à 1979, sous la présidence de Guy Chambily, le club termine chaque saison sur le podium du championnat de France, en disputant notamment deux finales (perdues) contre l'AS Villeurbanne et Le Mans SB, en 1977 et 1979. En 1978, le club atteint même les demi-finales de la coupe d'Europe (3e, goal-average spécifique).

### Relégation en seconde division et rétrogradation administrative
Cependant, la fin des années 1980 sonne le glas pour le CBC. Renommé Caen Basket Calvados en 1982, le club est relégué à l'étage inférieur au terme de la saison 1988-1989. Après plusieurs tentatives ratées pour remonter en Nationale 1A, le CBC sombre en 1997 avec une 16e place et des problèmes financiers. Le club est alors rétrogradé en Nationale 4.

### Reconstruction du CBC et promotion
Reparti de zéro, le Caen Basket Calvados se reconstruit et remonte successivement en Nationale 3 en 1998 puis en Nationale 2 en 1999, division dans laquelle le CBC stagne pendant plus d'une décennie. Soutenu depuis 2013 par Nicolas Batum, le club signe Hervé Coudray comme entraîneur en mai 2013, portant l'ambition de faire remonter le club dans les championnats nationaux.
Après une saison 2013-2014 marquée par une nette domination du CBC dans sa poule de Nationale 2 (une seule défaite en 26 matches), le club est battu en play-offs sur un tir au buzzer et manque la montée en NM1. La saison suivante, l'équipe domine encore une fois sa poule et valide son accession en NM1 face à Gries Oberhoffen (2-0), puis remporte le final four et devient champion de Nationale 2.
En 2015-2016, pour sa première saison en NM1, le CBC termine sixième de la saison régulière et se qualifie donc pour les play-offs. Après avoir sorti Tarbes-Lourdes, les caennais s'inclinent en demi-finales du Final Four face à Saint-Vallier. L'américain Bill Clark est élu meilleur ailier du championnat.
Lors de la saison 2016-2017, le club se donne les moyens de viser la montée avec notamment le recrutement de Richie Gordon, élu meilleur joueur de NM1 la saison précédente. Après un début de championnat en dents de scie, le CBC se ressaisit (aidé des arrivées de Sinica et Chelle) en enchaînant treize victoires consécutives. Caen glane le titre de champion de France de NM1 dès la 31e journée et obtient donc la montée directe en Pro B avec un bilan de 27 victoires pour 7 défaites. Au terme de la saison, le collectif caennais est récompensé : B-J Monteiro est désigné meilleur ailier de la division alors que Hervé Coudray est nommé meilleur coach.

### Retour en deuxième division, puis redescente en NM1
La première saison en Pro B de Caen débute idéalement, l'équipe gagne 5 de ces 6 premiers matchs mais cale et peine à trouver des victoires par la suite, terminant 14e/18 avec un bilan de 12 victoires pour 22 défaites. La saison 2018-2019 est dans la continuité de la précédente, Caen n'arrive pas à se faire une place dans le championnat et se trouve relégué à la fin de la saison avec un bilan de 8 victoires pour 26 défaites.
La saison 2019-2020 marque la réapparition de Caen en NM1, l'équipe découvre la nouvelle formule du championnat initiée l'année précédente. Ainsi, le CBC parvient à accrocher la 5e place place de sa poule synonyme de participation à la phase d'accession mais les restrictions sanitaires dues au COVID-19 annulent la possibilité de promotion. La formule de la saison suivante est également remaniée, le bilan de 23 victoires pour seulement 3 défaites est insuffisant pour décrocher une montée, les caennais terminant deuxième à une victoire de Saint-Vallier.
2021-2022 correspond au retour à la normale des championnats, Caen effectue une bonne première phase en terminant deuxième de la poule A. Cependant, les mauvais résultats contre ses concurrents directs placent l'équipe à la dernière place (10e/10) de la poule haute à l'aube de la 2e phase, elle ne gagne qu'une place lors des 10 matchs suivant. En 1/8e de finale des playoffs, les caennais perdent le premier match face à LyonSo mais se régalent à domicile (96-72 puis 97-63). Galvanisé pour les quarts de finale, Caen réalise l'exploit de sortir Poitiers en 2 matchs et se hisse en demi-finales face à La Rochelle , équipe étant sur une série impressionnante de 17 matchs gagnés sur 18. Dans une ambiance des grands soirs, le CBC arrache le premier match à domicile (81-76) mais perd le deuxième (78-71). Le match décisif voit les rochelais l'emporter au bout du suspense (74-72) grâce à un tir au buzzer de Gaëtan Clerc, ancien joueur du CBC.
La saison 2022-2023 ressemble en tout point à la précédente, Caen termine dauphin de la première phase mais pointe à la dernière place de la 2e phase. En playoffs, les caennais déjouent les pronostics en éliminant Orchies en 1/8e (2-1) puis se défont du surprenant Toulouse (2-1), tombeur du favori Chartres. Le CBC se fait finalement sortir par la révélation de la saison Loon-Plage (1-2) qui ira gagner ces playoffs d'accession.
Dès le début de la saison 2023-2024, le CBC affiche ses ambitions de montée en possédant un des plus gros effectifs du championnat, mais peine à aligner un bilan convaincant fin décembre : seulement 10 victoires engrangées en 17 matchs. Touché par les blessures de Yanik Blanc et Alexis Thomas, le CBC recrute Malela Mutuale et Marc-Eddy Norelia et enclenche une bonne dynamique permettant au club de remonter au classement et de terminer la première phase à la deuxième place (1 victoire derrière Hyères-Toulon). Cette première phase est marquée par une affluence record, le nouveau Palais des Sports Caen-la-Mer accueille en moyenne 4 016 spectateurs (96% de remplissage), soit la neuvième affluence de France toutes divisions confondues.
Possédant un goal-average favorable, le CBC aborde confortablement la deuxième phase du championnat avec deux victoires d'entrée. Très solide à domicile (22/25 sur l'ensemble de la saison), l'équipe se montre plus fébrile à l'extérieur (10/22) mais parvient quand-même à décrocher des succès de prestige comme à Chartres ou à Loon-Plage. À deux journées du terme de la phase d'accession, le CBC est premier mais est amputé de Norelia et Siegwarth, blessés. Deux revers consécutifs voient Hyères-Toulon être couronné champion : Caen finit quatrième et doit passer par la phase de playoffs.
Marquée par cette opportunité manquée, l'équipe menée par Stéphane Eberlin sombre aux Docks Océane (81-57) mais se ressaisit et élimine Le Havre (2-1), Tours (2-0) et Mulhouse (2-1) pour se hisser en finale en ayant toujours possédé l'avantage du terrain. Les finales face à Saint-Vallier procurent un suspense insoutenable : le premier match à l'extérieur est gagné par Caen (68-77) mais l'équipe trébuche à domicile (84-87 a.p.). Le match décisif du 16 juin 2024 voit une nette domination du CBC pendant les trois premiers quart-temps, mais le SVBD est une équipe expérimentée et revient à hauteur à 30 secondes de la fin. Il faut un lancer franc salvateur de Bali Coulibaly pour donner la victoire au CBC (70-69), Caen est promu en Pro B.

### Retour de l'équipe en Pro B
Au cours de la saison 2024-2025, le CBC fait sensation dans le championnat, surtout lors des premières semaines de compétition. Dès le début de la saison, il a su se faire remarquer, notamment en raison de ses performances lors de plusieurs matchs. Cette réussite et cet impact ont été d’autant plus remarquables que le club était nouveau dans la ligue. De plus, la quasi entièreté des matchs à domicile ont été à guichets fermés, démontrant la ferveur du public caennais. Le CBC finit cependant 14ème, dans le ventre mou de la division, et ne jouera pas les play-offs pour sa première saison de retour en Pro B.

## Palmarès
- Championnat de France de 1re division (aujourd'hui Pro A) :
  - Vice-champion de France de Nationale 1 : 1977 et 1979.
  - Troisième : 1960 (demi-finaliste), 1976 et 1978.

- Championnat de France de 2e division (aujourd'hui Pro B) : 
  - Champion de France de Nationale 2 : 1965 et 1970.

- Championnat de France de 3e division : 
  - Champion de France de NM1 : 2017
  - Vainqueur des playoffs d'accession : 2024

- Champion de NM2 (4e division) : 2015.
- Champion de NM3 (5e division) : 1999.
- Coupe Saporta (coupe d'Europe des vainqueurs de coupe) :
  - Troisième : 1978.

## Bilan saison par saison
| Saison    | Championnat national | Championnat national | Championnat national | Championnat national | Championnat national       | Coupe de France | Autres compétitions nationales  | Autres compétitions nationales | Entraîneur                        |
| Saison    | Div.                 | Class.               | %Vic                 | V - D                | Phase finale               | Coupe de France | Compétition                     | Résultats                      | Entraîneur                        |
| --------- | -------------------- | -------------------- | -------------------- | -------------------- | -------------------------- | --------------- | ------------------------------- | ------------------------------ | --------------------------------- |
| 2012-2013 | 4 NM2                | 4e/14                | 62 %                 | 16 - 10              | Non qualifié               | Non qualifié    | Trophée Coupe de France Amateur | 16e de finale                  | Fabrice Calmon                    |
| 2013-2014 | 4 NM2                | 1er/14 - Poule C     | 96 %                 | 25 - 1               | Quarts de finales          | Non qualifié    | Trophée Coupe de France Amateur | 8e de finale                   | Hervé Coudray                     |
| 2014-2015 | 4 NM2                | 1er/14 - Poule C     | 85 %                 | 22 - 4               | Vainqueur                  | Non qualifié    | Trophée Coupe de France Amateur | 8e de finale                   | Hervé Coudray                     |
| 2015-2016 | 3 NM1                | 6e/18                | 56 %                 | 19 - 15              | Demi-finales               | 32e de finale   | -                               | -                              | Hervé Coudray                     |
| 2016-2017 | 3 NM1                | 1er/18               | 79 %                 | 27 - 7               | -                          | 32e de finale   | -                               | -                              | Hervé Coudray                     |
| 2017-2018 | 2 Pro B              | 14e/18               | 35 %                 | 12 - 22              | Non qualifié               | 32e de finale   | Leaders Cup Pro B               | Phase de Poule                 | Hervé Coudray                     |
| 2018-2019 | 2 Pro B              | 17e/18               | 24 %                 | 8 - 26               | Non qualifié               | 16e de finale   | Leaders Cup Pro B               | Phase de Poule                 | Antoine Michon / Fabrice Courcier |
| 2019-2020 | 3 NM1                | 5e/14 - Poule A      | 58 %                 | 15 - 11              | Annulée                    | 32e de finale   | -                               | -                              | Fabrice Courcier                  |
| 2020-2021 | 3 NM1                | 2e/14 - Poule B      | 88 %                 | 23 - 3               | Annulée                    | 64e de finale   | -                               | -                              | Fabrice Courcier                  |
| 2021-2022 | 3 NM1                | 2e/14 - Poule B      | 73 %                 | 19 - 7               | 9e/10 - Poule d'accession  | 64e de finale   | -                               | -                              | Fabrice Courcier                  |
| 2021-2022 | 3 NM1                | 2e/14 - Poule B      | 73 %                 | 19 - 7               | Demi-finales               | 64e de finale   | -                               | -                              | Fabrice Courcier                  |
| 2022-2023 | 3 NM1                | 2e/14 - Poule B      | 69 %                 | 18 - 8               | 10e/10 - Poule d'accession | 64e de finale   | -                               | -                              | Stéphane Eberlin                  |
| 2022-2023 | 3 NM1                | 2e/14 - Poule B      | 69 %                 | 18 - 8               | Demi-finales               | 64e de finale   | -                               | -                              | Stéphane Eberlin                  |
| 2023-2024 | 3 NM1                | 2e/14 - Poule B      | 69 %                 | 18 - 8               | 4e/10 - Poule d'accession  | 64e de finale   | -                               | -                              | Stéphane Eberlin                  |
| 2023-2024 | 3 NM1                | 2e/14 - Poule B      | 69 %                 | 18 - 8               | Vainqueur                  | 64e de finale   | -                               | -                              | Stéphane Eberlin                  |
| 2024-2025 | 2 Pro B              | 14e/20               | 45 %                 | 17 - 21              | Non qualifié               | 64e de finale   |                                 |                                | Stéphane Eberlin                  |
| 2025-2026 | 2 Pro B              | saison à venir       | saison à venir       | saison à venir       | saison à venir             | saison à venir  | saison à venir                  | saison à venir                 | Stéphane Eberlin                  |

Légende : 2,3,4 : échelons de la compétition

### Bilan en championnat de France
Le CBC a appartenu pendant 31 saisons à l'élite du championnat de France, pour un bilan de 355 victoires, 18 matchs nuls et 357 défaites en 730 matchs. Durant ces périodes, il a porté différents noms : Stade Malherbe Caennais, Caen CBN, Caen BC et Horses de Caen.[réf. nécessaire][Quand ?]

## Identité du club

### Logos

Logo jusqu'en 2023.
Logo depuis juin 2023.

## Personnages emblématiques

### Entraîneurs
- 1959-1974 : C. Desseaux, H. Villecourt, M. Rebuffic, G. Hurtel, Gérard Bosc, C. Tassin, José Antonio Gasca

- 1974-1976 : Ðorđe Andrijašević
- 1976-1981 : Jean Galle
- 1981-1984 : L. King
- 1984-1985 : Z. Felski
- 1985-1986 : Jacky Lamothe / C. Brun
- 1986-1987 : Ðorđe Andrijašević
- 1987-1988 : Thierry Dubois
- 1989-1990 : Abdou N'Diaye
- 1990-1994 : Richard Billant
- 1994-1995 : Reed Monson
- 1995-1997 : Bernard Moronval
- 1997-1999 : Didier Godefroy
- 1999-2005 : Eric Fleury
- 2005-2006 : Jean-Marc Bouthors
- 2006-2007 : Patrick Haquet
- 2007-2008 : Dominique Guéret
- 2008-2013 : Fabrice Calmon
- 2013-2018 : Hervé Coudray
- 2018-jan 2019 : Antoine Michon
- jan 2019-2022 : Fabrice Courcier
- 2022- : Stéphane Eberlin

### Joueurs emblématiques du club

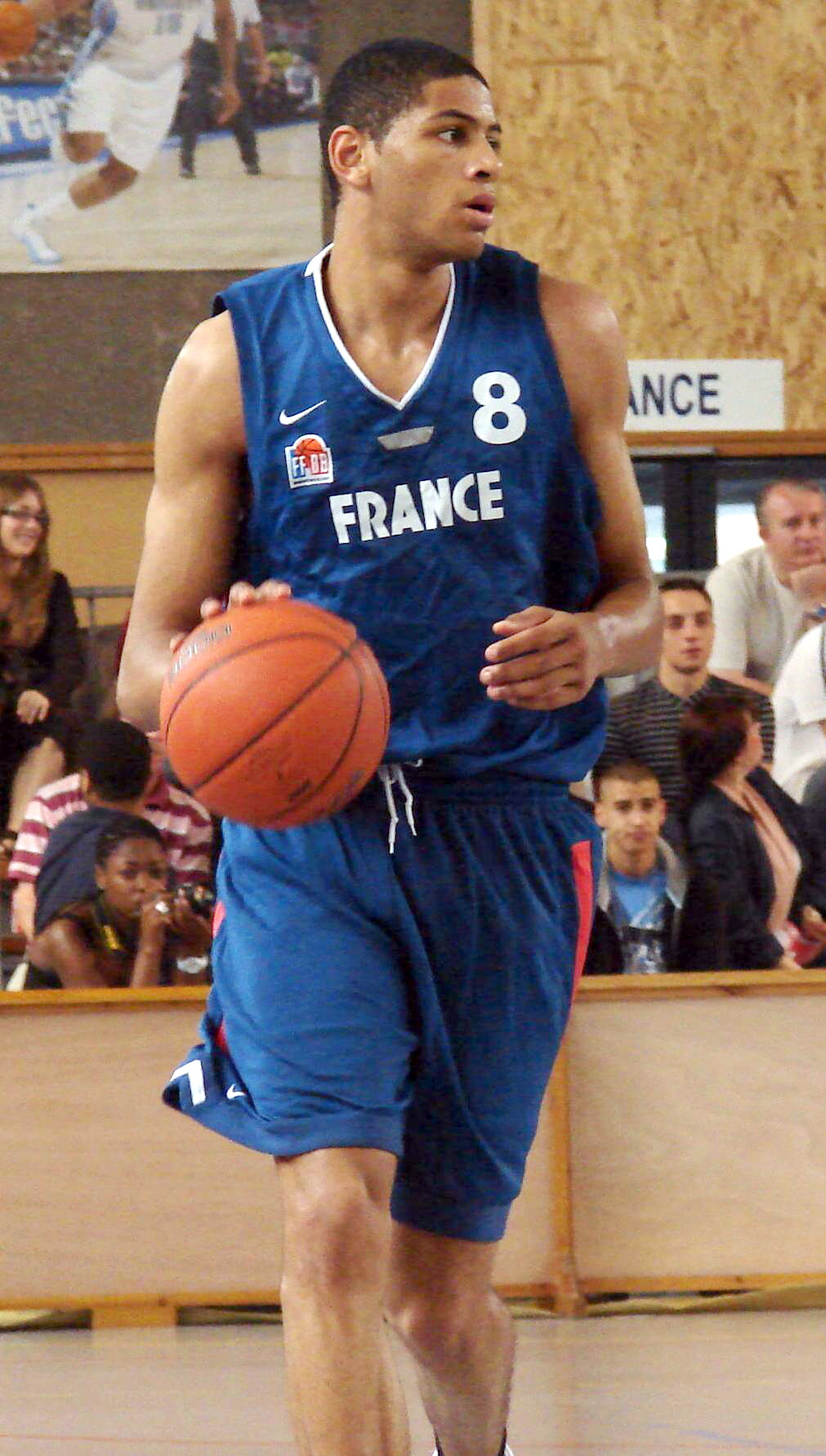
Nicolas Batum.

- James Banks
- Nicolas Batum[14]
- Victor Boistol[14]
- Olivier Bourgain
- Rachid Chougar
- Vincent Collet
- Ken Dancy
- Franck Debergue
- Didier Dobbels[14]
- George Eddy
- Frédéric Forte
- Jean Galle
- Pierre Galle[14]
- Grant Gondrezick
- Jacky Lamothe[14]
- Abdou N'Diaye
- Bob Riley
- Dan Sadlier
- Charles Tassin
- Saint-Ange Vebobe
- Yves-Marie Vérove
- Philippe da Silva
- Ian Caskill
- Camille Eleka
- Etienne Plateau
- Bryson Pope